# Cassino
Cassino – miasto i gmina we Włoszech, w regionie Lacjum, w prowincji Frosinone. Miasto znajduje się u podnóża wzgórza Monte Cassino. Główny przemysł: montaż samochodów i wyrób zabawek. W sąsiednim Piedimonte San Germano znajduje się duży zakład Fiata Stabilimento Fiat di Cassino.
Według danych na rok 2004 gminę zamieszkiwało 32 586 osób, 397,4 os./km².

## Miasta partnerskie
- Berlin, Niemcy
- Zamość, Polska
- Falaise, Francja
- Tychy, Polska
- Užice, Serbia
- North York, Stany Zjednoczone
- Karlowe Wary, Czechy
- Ortona, Włochy
- Casino, Australia
- Cavarzere, Włochy
- Isla, Malta
- Leno, Włochy
- Kolbuszowa, Polska